# Коломейцев, Анатолий Филиппович
Коломе́йцев, Анато́лий Фили́ппович (2 февраля 1915, Турийск — 13 июля 2006, Москва) — советский военачальник, генерал-майор, участник советско-финской и Великой Отечественной войн, Герой Советского Союза (7.04.1940).

## Биография

### Довоенный период
Родился в семье служащего. Рос в Житомире. Окончил семь классов, школу фабрично-заводского ученичества, рабфак и первый курс Харьковского механико-машиностроительного института.
С 1936 года — в составе Красной Армии. В 1938 году окончил Одесское артиллерийское училище имени М. В. Фрунзе. Участвовал в освободительном походе в Западную Украину.

### Советско-финская война
Командир батареи 116-го артиллерийского полка РГК лейтенант Коломейцев отличился в боях на реке Салменкайта. В период с 11 февраля по 5 марта 1940 года организовывал разведку и уничтожение огневых точек противника, отражение контратак.
7 апреля 1940 года лейтенанту Коломейцеву присвоено звание Героя Советского Союза с вручением медали «Золотая Звезда» (№ 311) и ордена Ленина.

### Великая Отечественная война
На фронтах Великой Отечественной войны с июня 1941 года. Сражался под Ленинградом, на Курской дуге, в боях за Харьков, Киев, Вену, Будапешт, Прагу. В 1943 году гвардии майор Коломейцев был командиром 444 дивизиона 316-го гвардейского миномётного полка, с августа 1944 года — командир 47-го гвардейского минометного полка ГМЧ, гвардии подполковник.

### После войны
Продолжил службу в армии. С ноября 1975 года — в запасе, затем в отставке. Участник Парада Победы 1995 года.

## Кража наград
В апреле 2008 года злоумышленниками были похищены ордена, медали и нагрудные знаки Героя, включая «Золотую Звезду» № 311.
В июле 2016 года в центре Москвы был задержан мужчина, пытавшийся сбыть похищенные награды и наградные документы нескольких Героев СССР, в том числе Анатолия Филипповича. По словам представителя МВД, найденные ордена и медали будут возвращены семьям героев.

## Награды
- Медаль «Золотая Звезда» Героя Советского Союза (7.04.1940);
- орден Ленина (7.04.1940);
- 3 ордена Красного Знамени (1943, 1944, 1956);
- 2 ордена Отечественной войны 1-й степени (1945, 1985);
- орден Красной Звезды (1952);
- орден «За службу Родине в Вооружённых Силах СССР» 3-й степени (1975);
- орден Дружбы (28.04.1995).
- Медали, в том числе:
  - медаль «За боевые заслуги»;
  - медаль «За оборону Ленинграда»;
  - Медаль «За победу над Германией в Великой Отечественной войне 1941—1945 гг.»;
  - Юбилейная медаль «Двадцать лет Победы в Великой Отечественной войне 1941—1945 гг.»;
  - Юбилейная медаль «Тридцать лет Победы в Великой Отечественной войне 1941—1945 гг.»;
  - Юбилейная медаль «Сорок лет Победы в Великой Отечественной войне 1941—1945 гг.»;
  - Юбилейная медаль «50 лет Победы в Великой Отечественной войне 1941—1945 гг.»;
  - Юбилейная медаль «60 лет Победы в Великой Отечественной войне 1941—1945 гг.»;
  - Медаль «За взятие Будапешта»;
  - Медаль «За взятие Вены»;
  - Медаль «За освобождение Праги».
- Почётный гражданин города Ческе-Будеёвице (Чехия).

## Память
- Похоронен в Москве на Николо-Архангельском кладбище.